# Welsh International 2011
Die Welsh International 2011 im Badminton fanden vom 1. bis zum 4. Dezember 2011 in Cardiff statt.

## Medaillengewinner
| Disziplin    | Gold                           | Silber                         | Bronze                          |
| ------------ | ------------------------------ | ------------------------------ | ------------------------------- |
| Herreneinzel | Niluka Karunaratne             | Lok Chong Chieh                | Kieran Merrilees                |
| Herreneinzel | Niluka Karunaratne             | Lok Chong Chieh                | Dinuka Karunaratne              |
| Dameneinzel  | Nicole Schaller                | Ragna Ingólfsdóttir            | Tanvi Lad                       |
| Dameneinzel  | Nicole Schaller                | Ragna Ingólfsdóttir            | Kirsty Gilmour                  |
| Herrendoppel | Chris Coles Matthew Nottingham | Martin Campbell Angus Gilmour  | Matthew Hughes Martyn Lewis     |
| Herrendoppel | Chris Coles Matthew Nottingham | Martin Campbell Angus Gilmour  | Jamie Neill Keith Turnbull      |
| Damendoppel  | Ng Hui Lin Ng Hui Ern          | Alexandra Langley Lauren Smith | Anita Raj Kaur Sarah Milne      |
| Damendoppel  | Ng Hui Lin Ng Hui Ern          | Alexandra Langley Lauren Smith | Sophie Brown Holly Smith        |
| Mixed        | Martin Campbell Ng Hui Lin     | Peter Briggs Ng Hui Ern        | Tony Stephenson Sinead Chambers |
| Mixed        | Martin Campbell Ng Hui Lin     | Peter Briggs Ng Hui Ern        | Chris Hotchen Vikki Primmer     |